# 欧朗桑 (热尔省)
奥朗桑（法語：Aurensan）是法国热尔省的一个市镇，属于米朗德区（Mirande）里斯克尔县（Riscle）。该市镇总面积6.33平方公里，2009年时的人口为128人。

## 人口
奥朗桑人口变化图示